# Francolin multiraie
Francolinus gularis
Espèce
Statut de conservation UICN

 VU A2cd+3cd+4cd : Vulnérable
Le Francolin multiraie (Francolinus gularis) est une espèce d'oiseau vivant dans le sous-continent indien.

## Distribution
Ce francolin occupe les plaines inondées du Gange, dans le Teraï, et du Brahmapoutre dans le nord de l’Inde, allant du nord de l’Uttar Pradesh à l’ouest de l’Assam et à l’est du Bangladesh, en passant par le sud-ouest et le sud-est du Népal.

## Sous-espèces
F. g. ridibundus Koelz 1954 n’est plus reconnue. Décrite sur des individus de l’extrême ouest de l’aire de répartition, cette sous-espèce est maintenant incluse dans F.g. gularis (Temminck, 1815).

## Habitat
En Inde, le francolin multiraie réside dans les prairies et savanes marécageuses dominées par des végétaux des genres Phragmites (P. karka), Typha (dont T. elephantiana, l’herbe à éléphants haute de 1,5 à 2 m), Arundo (A. donax),  Sclerostachya (S. fusca), Saccharum et Narenga (Javed & Rahmani 1991). Au Népal, on le trouve de préférence dans les savanes marécageuses à Saccharum et Phragmites dominés par des sesham (Dalbergia sissoo), des sals (Shorea robusta), des fromagers (Bombax ceiba) de petite taille  et des acacias (Acacia catechu) (Shakya et al. 2000).

## Alimentation, mœurs
C’est un francolin timide qui vit en couple ou en groupes familiaux. Il est difficile à observer, en raison de son habitat, sauf tôt le matin ou dans la soirée lorsqu’il recherche sa nourriture sur les chemins ou les bordures de champs : tubercules, bulbes, graines, pousses. Les jeunes se nourrissent presque exclusivement d’insectes pendant le premier mois de leur vie (Hennache & Ottaviani 2011).

## Voix
Généralement le mâle  chante du haut d’un petit buisson, tête levée vers le ciel et corps dressé. Sa voix ressemblerait à celle du francolin gris mais elle est peu documentée. Des auteurs l’ont décrite comme une bruyante succession de notes assez rauques kau-caire ou ko-ko- caire ou chakerouu- chakerouu. La femelle peut y répondre par kirr-kirr-kirr plus strident (Madge & McGowan 2002).

## Nidification
Les mâles deviennent très agressifs en période de reproduction. Celle-ci a lieu avant la saison des pluies de février à mai. Le femelle construit son nid à l’aide de divers végétaux, en bordure de l’eau ou sur un radeau de roseaux. Il est bien construit, assez large avec une coupe profonde. La femelle incube seule mais les deux parents participent à l’élevage des jeunes (Madge & McGowan 2002).

## Statut, conservation
Le francolin multiraie est classé « Vulnérable » sur la liste rouge de l’UICN. Il est protégé en Inde et au Népal. Sa population est en déclin constant en raison de la fragmentation et de la destruction de son habitat par drainage des zones humides, mise en culture avec intensification des pratiques agricoles, parfois dès les années 60, tout particulièrement dans le Teraï. La chasse ajoute une pression supplémentaire, de même que les feux de brousse, le surpâturage, les plantations forestières sur d’anciens marais aujourd’hui drainés, les captures de mâles pour des combats. Les pesticides ont une action directe, par empoisonnement des oiseaux, et indirecte par réduction des populations d’insectes indispensables aux jeunes pendant les premières semaines de leur vie. Au Népal, une nouvelle menace est apparue avec l’extension d’une plante invasive, Mikania micrantha qui est une liane américaine dominant et étranglant la végétation indigène (Hennache & Ottaviani 2011).
BirdLife suggère de mettre en place des systèmes de gestion compatibles avec la survie du francolin multiraie dans les milieux anthropiques et de limiter autant que possible la fragmentation des habitats (BirdLife International 2010).